# ای‌کیو اینتراکتیو
ای‌کیو اینتراکتیو (انگلیسی: AQ Interactive) شرکت بازی ویدئویی ژاپنی است، که در سال ۲۰۰۵ تأسیس شد.